# Carl Wilhelm
Carl Wilhelm (Vienna, 9 febbraio 1872 – Londra, 1936) è stato un regista, sceneggiatore e produttore cinematografico austriaco.
Fece anche l'attore e fu aiuto regista. Morì a Londra, dove era andato a vivere dopo la salita al potere di Hitler.

## Filmografia

### Regista
- Ein vergnügter Wintertag im Berliner Grunewald (1909)
- Hexenlied
- Leibeigenschaft
- Mama, co-regia di Bettina Wilhelm (1912)
- Brüderchens Heldentat
- Die Hand des Schicksals, co- regia di Heinrich Bolten-Baeckers (1912)
- Leo als Witwenfreund
- Die Nachbarskinder
- Der abgeführte Liebhaber
- Tangomania (Tangofieber) (1913)
- Leo, der schwarze Münchhausen
- Die Kunstschützin
- Der Shylock von Krakau (1913)
- La ditta si sposa (Die Firma heiratet) (1914)
- Fräulein Leutnant
- Die Marketenderin
- L'orgoglio della ditta
- Frau Annas Pilgerfahrt (1915)
- Carl und Carla
- Der Barbier von Flimersdorf
- Berlin im Kriegsjahr
- Sami, der Seefahrer
- Die Standschützenliesl
- Ein Zirkusmädel
- Viererzug
- Fekete gyémántok
- Fabricius úr leánya
- Az elátkozott család
- A Szerelem bolondjai
- A Gazdag szegények
- Du meine Himmelskönigin
- Haus Nr. 37
- Die Pflicht zu leben
- Dienstmann Kohn
- Der gelbe Tod, 1. Teil
- Die Augen der Welt (1920)
- Anständige Frauen
- Die Sippschaft
- Der langsame Tod
- Der gelbe Tod, 2. Teil
- Das Haus der Qualen
- Der Liebling der Frauen (1921)
- Landstraße und Großstadt
- Il furto della ricetta dei milioni (Das gestohlene Millionenrezept)
- Le perle sono lagrime (Perlen bedeuten Tränen) (1921)
- Olocausto umano (Menschenopfer)
- Der böse Geist (Lumpacivagabundus)
- Soll und Haben (1924)
- Nick, chauffeur principe (Nick, der König der Chauffeure)
- Nacque senza camicia (Die vertauschte Braut)
- Vorderhaus und Hinterhaus
- Mikoschs letztes Abenteuer
- Die dritte Eskadron
- Wenn der junge Wein blüht (1927)
- La tempesta in un cuore (Die Pflicht zu schweigen)
- Es zogen drei Burschen (1928)
- Kaczmarek (1928)
- Der Zigeunerprimas
- Drei machen ihr Glück (o Teure Heimat) (1929)
- Ruhiges Heim mit Küchenbenutzung. Das Mädel von der Operette
- Die Firma heiratet (1931)

### Sceneggiatore
- Fräulein Leutnant
- Die Marketenderin
- Frau Annas Pilgerfahrt, regia di Carl Wilhelm (1915)
- Der Barbier von Flimersdorf
- Du meine Himmelskönigin
- Die Augen der Welt, regia di Carl Wilhelm (1920)
- Die Sippschaft
- Das Haus der Qualen
- Der böse Geist
- Soll und Haben, regia di Carl Wilhelm (1924)
- Mikoschs letztes Abenteuer
- Die dritte Eskadron
- Wenn der junge Wein blüht , regia di Carl Wilhelm (1927)
- Die Pflicht zu schweigen
- Der Zigeunerprimas
- Ruhiges Heim mit Küchenbenutzung. Das Mädel von der Operette

### Produttore
- Frau Annas Pilgerfahrt, regia di Carl Wilhelm (1915)
- Die Augen der Welt
- Die Sippschaft
- Der langsame Tod
- Das Haus der Qualen
- Landstraße und Großstadt
- Das gestohlene Millionenrezept
- Perlen bedeuten Tränen, regia di Carl Wilhelm (1921)
- Menschenopfer
- Der böse Geist

### Attore
- Hexenlied
- Vater und Sohn, regia di Walter Schmidthässler (1910)
- Linda von Chamonix
- Die Vernunft des Herzens
- Das Herz einer Gattin
- Die Kunstschützin
- Der Shylock von Krakau, regia di Carl Wilhelm (1913)